# Eilema angustata
Eilema angustata är en fjärilsart som beskrevs av Butler 1882. Eilema angustata ingår i släktet Eilema och familjen björnspinnare. Inga underarter finns listade i Catalogue of Life.